# Hypena nepa
Hypena nepa là một loài bướm đêm trong họ Erebidae.